# سيفون فلتر 3
سيفون فلتر 3 (بالإنجليزية: Syphon Filter 3) هي لعبة فيديو من نوع تسلل وتصويب منظور الشخص الثالث، تاريخ صدورها هو 5 نوفمبر 2001 . وهي متوفرة على أجهزة بلاي ستيشن . اللعبة من تطوير إس سي إي بند ستوديو وهي من نشر سوني كمبيوتر إنترتينمنت .

## روابط خارجية
- سيفون فلتر 3 على موقع IMDb (الإنجليزية)